# Peter Voß (Journalist)

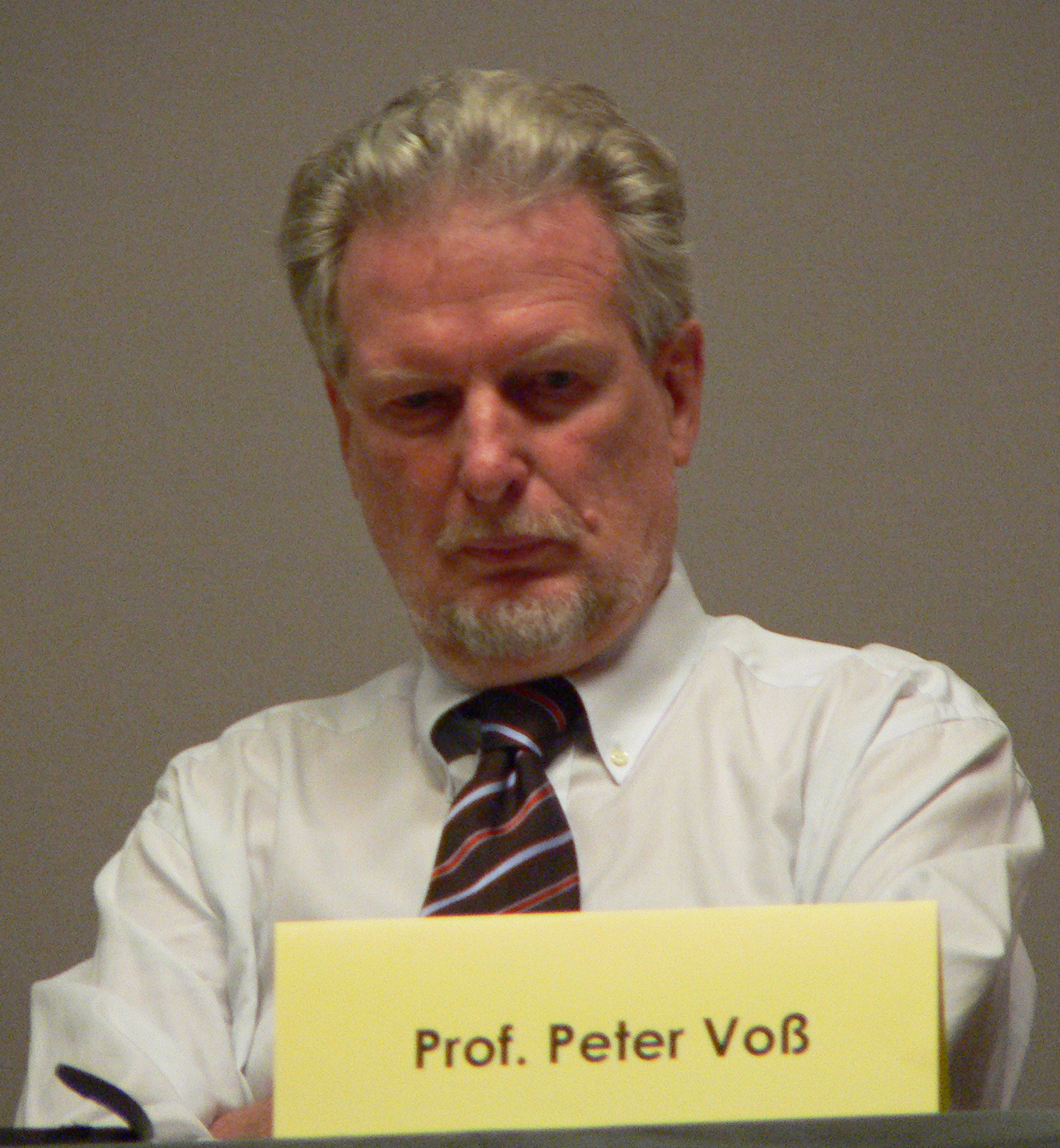
Peter Voß, November 2006

Peter Voß (* 28. Januar 1941 in Hamburg) ist ein deutscher Journalist sowie ehemaliger Redakteur und Intendant.

## Leben
Voß wuchs in Lübeck auf und besuchte dort das Johanneum zu Lübeck. 1958/1959 war er Schüler einer High-School in Michigan/USA. Ab 1961, dem Jahr seines in Lübeck bestandenen Abiturs, studierte er bis 1963 erst Deutsch und Englisch, dann 1963 bis 1967 Soziologie mit den Nebenfächern Rechtswissenschaft und Ethnologie an der Universität Göttingen, wo er 1967 seinen Abschluss als Magister Artium machte. Während seines Studiums war er Mitglied der Sängerschaft Gotia Göttingen, die später mit der Sängerschaft Baltia Kiel zur Sängerschaft Gotia et Baltia Kiel zu Göttingen fusionierte, was ein Grund für seinen Austritt aus der Sängerschaft war.
Er arbeitete zunächst bei verschiedenen Zeitungen (etwa beim Göttinger Tageblatt von 1968 bis 1971), bevor er von 1971 bis 1977 Nachrichtenredakteur beim ZDF in Mainz wurde. Anschließend war er ein Jahr lang ZDF-Korrespondent in West-Berlin und von 1978 bis 1981 stellvertretender Redaktionsleiter des ARD-Magazins Report München beim BR.
Im Jahr 1981 kehrte er zum ZDF zurück, wo er zunächst stellvertretender Redaktionsleiter und ab 1984 Redaktionsleiter des heute-journals war. Von 1985 bis 1993 fungierte er als Leiter der ZDF-Hauptredaktion „Aktuelles“ sowie als Moderator des heute-journals. Ab 1990 wurde er zusätzlich stellvertretender Chefredakteur des ZDF.
Am 1. April 1993 wurde Voß Intendant des Südwestfunks (SWF). Als dieser 1998 mit dem Süddeutschen Rundfunk (SDR) zum Südwestrundfunk (SWR) fusionierte, wurde er dessen Gründungsintendant. 2002 wurde er für weitere sechs Jahre als Intendant des SWR bestätigt.
Im Jahr 2005 wurde gegen Voß wegen des Verdachts der Untreue und Vorteilsnahme ermittelt, die Ermittlungen der Staatsanwaltschaft dazu wurden im Sommer 2006 eingestellt. Am 31. März 2006 kündigte Voß an, er werde sich nicht für eine weitere Amtszeit als Intendant des SWR bewerben. Zum 30. April 2007 gab er das Amt auf. Seine reguläre Dienstzeit hätte am 30. April 2008 geendet. Am 1. Dezember 2006 wählte der SWR-Rundfunkrat im zweiten Wahlgang den bisherigen SWR-Verwaltungsdirektor Peter Boudgoust zu seinem Nachfolger, der das Amt zum 1. Mai 2007 übernahm.
Ab April 1997 war er Professor an der Staatlichen Hochschule für Gestaltung in Karlsruhe. Im Jahr 2000 veröffentlichte er den Lyrikband Zwischen den Kratern. Von 2001 bis zum 14. Oktober 2007 leitete er alle zwei Wochen das sonntägliche Journalistengespräch Presseclub in der ARD. 2007 wurde ihm der Verdienstorden des Landes Baden-Württemberg verliehen.
Voß übernahm 2009 die Position des Präsidenten der privaten Quadriga Hochschule Berlin. Die damals neue Hochschule bietet ein Studium für PR-Leute an. Dies stieß auf öffentliche Kritik, weil die Grenzen zwischen Journalismus und PR aufgeweicht würden. Voß sagte, er habe sich entschieden, die Funktion zu übernehmen, weil es um die „Professionalisierung von Unternehmenskommunikation, besonders auch in Ethikfragen“ gehe. Es „ist auch im Sinne von Journalisten, dass hier Offenheit die beste Politik“ sei.
Voß trat nach 35 Jahre langer Mitgliedschaft in der CDU im Jahr 2009 aus der Partei aus und warf ihr wegen der Vorgänge um die Nichtverlängerung des Vertrages von Nikolaus Brender Verfassungsbruch und einen „Angriff auf die Unabhängigkeit des Senders“ vor. Voß forderte, den ZDF-Staatsvertrag zu korrigieren: „Da gibt es einige verfassungswidrige Bestimmungen, die man ändern könnte.“ Als Schuldigen sah Voß nicht allein den hessischen Ministerpräsidenten Roland Koch, sondern bezog auch Bundeskanzlerin Angela Merkel in seine Kritik ein: „Merkels Beteiligung ist offensichtlich. Ich bin mir sicher, dass Koch sich ohne den Segen der Bundesregierung nicht durchgesetzt hätte – er war nur das Sprachrohr.“
Voß bezeichnete sich in seiner Sendung Peter Voß fragt am 15. Dezember 2008 gegenüber dem ehemaligen Bischof Wolfgang Huber als „kirchentreuer, Kirchensteuer zahlender Agnostiker“.
Peter Voß ist seit 1967 mit Margarete Voß, geborene Bornemann, verheiratet. Sie haben drei Söhne (Jan Peter, Jens Uwe und Jörg Michael).

## Weitere Sendungen
- Lauter schwierige Patienten
- Peter Voß fragt (ehemals Bühler Begegnungen)
- Söhne ohne Väter – vom Verlust der Kriegsgeneration

## Veröffentlichungen (Auswahl)
- An den Ufern des Mainstreams. Von Menschen, Mächten und Meinungen. Quadriga Media, Berlin 2016, ISBN 978-3-942263-43-6.
- Weiße Haie und anderes Gelichter – 77 Gedichte und ein paar Gedanken. Helios Media, Berlin 2014, ISBN 978-3-942263-30-6.
- Wem gehört der Rundfunk? Medien und Politik in Zeiten der Globalisierung. Nomos Verlag, Baden-Baden 2002, ISBN 978-3-7890-7983-2.
- Marcel Reich-Ranicki: Lauter schwierige Patienten. Gespräche mit Peter Voß über Schriftsteller des 20. Jahrhunderts. Propyläen Verlag, Berlin/München 2002, ISBN 978-3-548-60383-4.
- Zwischen den Kratern. Gedichte. Hohenheim Verlag, Stuttgart/Leipzig 2000, ISBN 978-3-89850-005-0.
- Revolution im Rundfunk – Texte zum Streit um ein öffentliches Gut. Nomos-Verlag, Baden-Baden 1999, ISBN 978-3-7890-6480-7.
- Rundfunk in Bewegung. Ansprachen und Ansichten eines Akteurs. Nomos Verlag, Baden-Baden 1998, ISBN 978-3-7890-5691-8.

## Sonstiges
In der Tatort-Folge Bienzle und die große Liebe (mit Dietz-Werner Steck) hatte Voß einen Kurzauftritt als Polizeipräsident.